# Roberto Domínguez (meksykański piłkarz)
Roberto Domínguez Torres (ur. 16 listopada 1973 w Leónie) – meksykański piłkarz występujący na pozycji obrońcy.

## Kariera klubowa
Domínguez pochodzi z miasta León i jest wychowankiem tamtejszego zespołu Club León. Do treningów seniorskiej drużyny został włączony w wieku dwudziestu trzech lat przez urugwajskiego szkoleniowca Carlosa Miloca i w meksykańskiej Primera División zadebiutował 24 listopada 1996 w zremisowanym 2:2 meczu z Américą. Nie potrafił sobie jednak wywalczyć miejsca w wyjściowej jedenastce i po półtora roku sporadycznych występów odszedł do lokalnego rywala Leónu, drugoligowego Uniónu de Curtidores. W jego barwach spędził kolejne dwanaście miesięcy, znacząco pomagając swojej ekipie w awansie do najwyższej klasy rozgrywkowej po sezonie 1998/1999. Ostatecznie Unión nie zagrał w pierwszej lidze, gdyż władze klubu zdecydowały się sprzedać licencję zespołowi Puebla FC, a on sam powrócił do swojego macierzystego Club León. W jego barwach przez następne dwa lata pojawiał się na boiskach sporadycznie, wobec czego w połowie 2001 roku przeszedł do beniaminka najwyższej klasy rozgrywkowej, CF La Piedad, gdzie z kolei spędził pół roku.
Wiosną 2002 Domínguez odszedł do występującego w drugiej lidze meksykańskiej klubu Tampico Madero FC, którego barwy reprezentował bez większych sukcesów przez sześć miesięcy, po czym powrócił do CF La Piedad, które w międzyczasie zdążyło spaść z powrotem do Primera División A. Tam jako podstawowy gracz dotarł do dwumeczu finałowego drugiej ligi w jesiennym sezonie Invierno 2002, a po upływie pół roku podpisał umowę z inną drużyną z zaplecza najwyższej klasy rozgrywkowej, Club Celaya. Jesienią 2003 pozostawał bez klubu, a następnie zasilił występujący w drugiej lidze zespół Dorados de Sinaloa z siedzibą w mieście Culiacán, z którym po sezonie 2003/2004 po raz pierwszy w historii drużyny awansował na najwyższy szczebel rozgrywek. Tam po trzech epizodycznych występach, zarazem jego ostatnich w pierwszej lidze, resztę kariery spędził bez większych osiągnięć w zespołach z drugiej ligi meksykańskiej – Lagartos de Tabasco, Trotamundos de Tijuana, Delfines de Coatzacoalcos, Guerreros de Tabasco i Club Tijuana, w którym zakończył profesjonalną karierę w wieku 34 lat.